# Фернандес Фернандес, Дани
Даниэль Фернандес Фернандес (исп. Daniel Fernández Fernández; род. 30 мая 1997, Мадрид) — испанский футболист, защитник.

## Клубная карьера
Фернандес — воспитанник клубов «Вальдеморо», «Хетафе», «Леганес» и «Реал Мадрид». 18 октября 2015 года в матче против «Толедо» он дебютировал во Втором дивизионе Испании за дублирующий состав последних. В 2016 году Даниэль перешёл в «Мериду» на правах аренды. 21 августа в матче против «Мурсии» он дебютировал за новую команду. Летом 2017 года Фернандес был арендован клубом «Фуэнлабрада». 10 сентября в матче против «Гихуэло» он дебютировал за новую команду. 16 сентября в поединке против «Понтеведра» Дани забил свой первый гол за «Фуэнлабрада». По окончании аренды игрок вернулся в «Кастилью». В 2019 году Фернандес подписал полноценный контракт с «Фуэнлабрада». 13 августа в матче против «Эльче» он дебютировал в Сегунде.
В 2020 году Фернандес перешёл в «Бадахос». 18 октября в матче против «Сокуэльямос» он дебютировал за новый клуб. 26 января 2022 года в поединке против «Рейеса» Дани забил свой первый гол за «Бахадос».
Летом 2022 года Фернандес подписал контракт на два года с сантандерским «Расингом». 14 августа в матче против дублёров «Вильярреала» он дебютировал за новую команду. 4 февраля 2024 года в поединке против «Аморебьета» Дани забил свой первый гол за «Расинг». Летом того же года Фернандес перешёл в российский «Химки». 3 августа в матче против «Рубина» он дебютировал в РПЛ.